# Heodes radiata
Heodes radiata är en fjärilsart som beskrevs av Courvoisier 1907. Heodes radiata ingår i släktet Heodes och familjen juvelvingar. Inga underarter finns listade i Catalogue of Life.